# バビロンの城門
『バビロンの城門』（バビロンのアーチ、原題：Long Live Rock 'n' Roll）は、1978年に発表されたレインボーのアルバム。彼等の3作目のアルバムで、ライブ・アルバム『レインボー・オン・ステージ』を含めると4作目に相当する。

## 概要
1977年5月、新しいベーシストに元コロシアムのマーク・クラークを迎えて、フランスのシャトー・ド・エルヴィルという城で本作の製作が開始された。しかし7月にクラークとトニー・カレイ（キーボード）が解雇され、製作は一旦中断した。その後リッチー・ブラックモアの意思によって、ボブ・デイズリー（ベース）とデヴィッド・ストーン（キーボード）がセッション・ミュージシャンとして加入。正式メンバーはブラックモア、ロニー・ジェームス・ディオ、コージー・パウエルの3人だけになった。彼等は9月25日から11月22日までヨーロッパ公演とイギリス公演を行なった後、再びシャトー・ド・エルヴィルで同年暮れまで本作の制作を続けた。
クラークが解雇された後、ベーシストが不在だったため、やむなくブラックモアがベース・パートを演奏した。その後デイズリーが加入して製作が続けられたが、ブラックモアのベース・プレイは4曲に残された。

## 収録曲
凡例：トラックナンバー、曲名、原題、曲の長さ
1. ロング・リヴ・ロックン・ロール Long Live Rock 'n' Roll - 4:21
2. レディ・オブ・ザ・レイク Lady of the Lake - 3:39
3. L.A.コネクション L.A. Connection - 5:02
4. バビロンの城門 Gates of Babylon - 6:49
5. キル・ザ・キング Kill the King - 4:29
6. ザ・シェッド The Shed (Subtle) - 4:47
7. センシティヴ・トゥ・ライト Sensitive to Light - 3:07
8. レインボー・アイズ Rainbow Eyes - 7:11

※ LP盤（アナログレコード）ではトラック1 - 4がA面、5 - 8がB面に収録された。 

## メンバー
- ロニー・ジェイムス・ディオ - ボーカル
- リッチー・ブラックモア - ギター、ベース（1、2、3、6）
- コージー・パウエル - ドラムス
- デヴィッド・ストーン（英語版） - キーボード
- ボブ・デイズリー - ベース（4、5、7）

## カバー
Long Live Rock 'n' Roll
- ポール・ギルバート - インストゥルメンタル・トリビュート・アルバム『The Dio Album』（2023年）に収録[7]。

Kill the King
- ヨルン - トリビュート・アルバム『ディオ〜唱聖に捧ぐ』（2010年）に収録。
- ポール・ギルバート - インストゥルメンタル・トリビュート・アルバム『The Dio Album』（2023年）に収録[7]。